# Glaucidium radiatum
El mochuelo de jungla  o mochuelo selvático  (Glaucidium radiatum) es una especie de búho de la familia Strigidae. La especie es nativa de Bangladés, Bután, India, Birmania, Nepal, Sri Lanka. Habita una variedad de biomas incluyendo bosque tropical y subtropical y matorrales.  Tiene 2 subespecies reconocidas.

## Subespecies
Se distinguen las siguientes subespecies, incluyendo la subespecie nominal:
- Glaucidium radiatum malabaricum (Blyth, 1846)
- Glaucidium radiatum radiatum (Tickell, 1833)